# Gunnar von Proschwitz
Nils Gunnar von Proschwitz, född 29 juli 1922 i Tölö, död 5 mars 2005 i Göteborg, var en svensk romanist.

## Biografi
von Proschwitz var son till rektor Adolf von Proschwitz och Märta Löndén. Han växte upp i Göteborg, tog studentexamen där 1941 och påbörjade sin utbildning vid Göteborgs högskola. Han blev filosofie kandidat 1944, filosofie magister 1946, filosofie licentiat 1946 och filosofie doktor 1958. Därefter tjänstgjorde han bland annat som lektor i franska vid nämnda högskola för att 1968 utnämnas till professor i romanska språk, särskilt franska, vid Uppsala universitet – en tjänst som varade till 1971. Han återvände till Göteborg och var från 1977 fram till sin pensionering 1988 professor i romanska språk vid Göteborgs universitet. 1987 var han även gästprofessor i franska språket och litteraturen vid Paris universitet. Hans forskningsintressen omfattade olika områden inom romanistiken, med 1700-talets Frankrike och dess band med Sverige som huvudområde. Han deltog i Voltaire Foundations projekt att publicera Voltaires samlade verk, gav ut Carl Gustaf Tessins korrespondens och en monografi över Gustav III.
Gunnar von Proschwitz var ledamot av Kungliga Vetenskaps- och Vitterhetssamhället i Göteborg sedan 1964 och utnämndes till dess ordförande 1988. Han tilldelades Franska Akademiens Grand Prix de la francophonie 1999 och den franska Hederslegionen samt utsågs till hedersdoktor vid Université Stendhal i Grenoble.

### Familj
von Proschwitz gifte sig 1951 med Mavis Genge, född 1922 i Cambridge. Han gravsattes den 31 mars 2005 på Kvibergs kyrkogård i Göteborg.